# Kisbiszterec
Kisbiszterec (szlovákul: Malý Bysterec) Alsókubin városrésze, egykor önálló község Szlovákiában, a Zsolnai kerületben, az Alsókubini járásban.

## Fekvése
Alsókubin központjától 1 km-re nyugatra fekszik.

## Története
A település 1362 körül keletkezett az árvai váruradalom területén. 1362-ben „Kys Byzterec”, 1386-ban „Kis Bisztricz”, 1432-ben „Biszterecz” alakban említik az írott források. Nemesi község volt. A 16. századtól a Medveczky családnak volt itt birtoka. A birtokot a 17. században a Szmrecsányi család szerezte meg. 1778-ban 42 nemes család élt a településen.
A 18. század végén Vályi András így ír róla: „BISZTERETZ. Nagy, és kis Biszteretz. Bisztricz. Bisztratz. Tót faluk Árva Vármegyében, földes Ura Medveczky Uraság, lakosai katolikusok, fekszenek Nagy falutól nem meszsze. Határjaik jó termékenységűek, réttyei hasznosak, legelőjök elég, második Osztálybéliek.”
1828-ban 29 házában 158 lakos élt.
Fényes Elek 1851-ben kiadott geográfiai szótárában így ír a faluról: „Biszterecz (Kis), tót falu, Árva vmgyében, az Árva jobb partján: 33 katholikus, 96 evangelikus, 20 zsidó lakossal. F. u. Medveczky, Ambrózy sat.”
1910-ben 114, túlnyomórészt szlovák lakosa volt. A trianoni diktátumig Árva vármegye Alsókubini járásához tartozott.
1949-ben csatolták Alsókubinhoz.

## Nevezetességei
- Kastélya a 19. század első felében épült empire stílusban.

## Lásd még
- Alsókubin
- Benyólehota
- Knyazsa
- Mokrágy
- Nagybiszterec
- Szrnyace
- Zászkal